# Абрахам, Владислав
Влади́слав Ге́нрик Франци́шек Абрахам (пол. Władysław Henryk Franciszek Abraham; 10 октября 1860 — 15 октября 1941) — польский историк, специалист по истории польской церкви и права. Профессор Львовского университета, член Польской академии знаний. Автор фундаментальных работ по истории средневековья, в которых исследовал деятельность первых организаций католической церкви в Польше. Отец польского бригадного генерала Романа Абрахама.

## Биография
Высшее образование получил на юридических факультетах университетов Кракова и Берлина. В 1888 году начал педагогическую деятельность во Львовском университете, где преподавал каноническое право вплоть до 1935 года. Небольшой промежуток времени с 1899 по 1900 год был ректором Львовского университета. Участвовал в выработке конкордата Польши с Ватиканом 1925 года.
Абрахам является автором более 100 научных исследований по церковно-государственным отношениям в средневековой и современной ему Польше. Одно из основных сочинений Абрахама — «Начало организации латинской церкви на Руси» (пол. Powstanie organizacji Kosciola taciñskiego na Rusi), изданное в 1904 году, является первым систематическим исследованием начального периода истории католической церкви в России. Этот научный труд не утратил своей актуальности и по сей день.

## Награды
- Крест Командора Ордена Возрождения Польши (31 декабря 1923)[4]
- Крест в Офицера Ордена Возрождения Польши (13 июля 1921; был в числе первых 15 человек, награждённых медалью Ордена Возрождения Польши)[5][6]
- Крест Командора Ордена Святого Григория Великого (Ватикан)[7].

## Сочинения
- Początki prawa patronatu w Polsce, 1889;
- Organizacja Kościoła w Polsce do poł. w. XII, 1890;
- Stanowisko kuryi papieskiej wobec koronacyi Łokietka, 1900;
- Powstanie organizacyi kościoła łacińskiego na Rusi. Tom 1, 1904;
- Jakub arbp halicki, 1908;
- Założenie biskupstwa łacińskiego w Kamieńcu Podolskim, 1912;
- Forma zawarcia zaręczyn i małżeństwa w najnowszym ustawodawstwie kościelnym, 1913;
- Dziewosłęb. Studyum z dziejów pierwotnego prawa małżeńskiego w Polsce, 1922;
- Zawarcie małżeństwa w pierwotnym prawie polskim, 1925.